# Mind the Gap (2019)
Mind the Gap (Alternativtitel: Democracy Ltd) ist ein österreichischer Dokumentarfilm, der sich mit den Schattenseiten des Wirtschaftssystems und den daraus resultierenden Verwerfungen innerhalb von Gesellschaft und Demokratie beschäftigt. Im März 2019 feierte der Film seine Weltpremiere beim 17. Internationalen Dokumentarfilmfestival in Kopenhagen (CPH:DOX).

## Inhalt
In Mind the Gap führt Regisseur Robert Schabus das Publikum quer durch Europa und zeigt dabei verschiedene Problemfelder des freien Verkehrs von Personen, Waren und Dienstleistungen auf. Die Bevölkerung Griechenlands leidet an den Nachwirkungen der Schuldenkrise, in Frankreich kommt es zu Werkschließungen und Massenentlassungen, Deutschland erlebt einen massiven Anstieg von sogenannten Working Poor und in England entlädt sich der angestaute Frust in Form des Brexit-Referendums. 
Schabus begibt sich dabei direkt zu den betroffenen Menschen vor Ort, die sich in ihrer Ohnmacht und Wut alleine gelassen fühlen, und bietet ihnen die Möglichkeit, ihre Gedanken frei zu äußern. Das Gefühl von der Politik im Stich gelassen worden zu sein zieht sich dabei wie ein roter Faden durch die Gespräche und so wird mit Fortdauer des Films zunehmend klarer, dass hier neben der ökonomischen auch eine demokratische Krise manifestiere, die auch durch den Aufschwung von populistischen Parteien in vielen Ländern Europas zu Tage trete. 
Neben diesen direkt betroffenen Personen kommen auch Journalisten, Ökonomen und Politologen zu Wort, die wiederum das Gehörte in einen erweiterten Kontext setzen und durch ihre Analyse ergänzen.

## Produktion und Auswertung
Mind the Gap wurde von der Wiener Filmproduktion Allegro Film (Bauer unser, We Feed the World) produziert. Finanziert wurde der Film durch Fördermittel aus den Töpfen des Österreichischen Filminstituts, des ORF (Film- und Fernsehabkommens) und des Filmfonds Wien. Gedreht wurde über die Dauer von etwa einem Jahr, von Juni 2017 bis Mai 2018, in Deutschland, England, Frankreich, Griechenland und Österreich.
Seine Weltpremiere feierte der Film im März 2019 noch unter seinem Arbeitstitel Democracy Ltd auf dem 17. Internationalen Dokumentarfilmfestival in Kopenhagen (CPH:DOX). Der österreichische Kinostart erfolgte am 17. Januar 2020 im Verleih des Filmladens.
Neben der klassischen Kinoauswertung ist Mind the Gap auch Teil eines von Schulkino.at initiierten Programms, das sich mit ausgewählten Kinofilmen speziell an Schüler und Lehrer wendet. Dadurch existiert umfangreiches Unterrichtsmaterial zum Film und es besteht auch die Möglichkeit eigens Schulvorführungen zu buchen.

## Kritiken
„Nicht wertend, sondern als Beobachter zeichnet Schabus ein umfassendes Bild. Das alles ist nicht neu, macht aber klar: Die Demokratie kann schnell in Gefahr kommen.“

„Es sind die Schattenseiten der Globalisierung, auf die Regisseur Robert Schabus fokussiert, die gesellschaftliche Kluft, die sich auftut zwischen Eliten und Working Poor - eine brandgefährliche Entwicklung. Politologen wie Ivan Krastev und Journalistinnen wie Ulrike Herrmann sorgen mit ihrer Expertise für Kontext und Überblick. Ein wichtiger Beitrag zu einer notwendigen Debatte.“

„Mind the Gap funktioniert als Denkanstoß in eine entschiedene Richtung, als eine Art aktivistischer Weckruf an die Allgemeinheit. Um Rechtfertigungsversuche der großen Konzerne und deren politische Mitläufer schert Schabus sich nicht. [...] Mind the Gap schaut hin und hört zu.“